# Marcelo Torcuato de Alvear

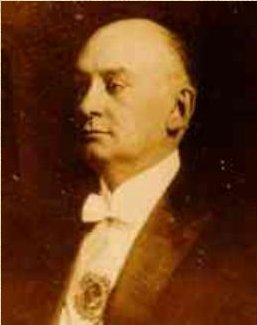
Marcelo Torcuato de Alvear

Máximo Marcelo Torcuato de Alvear Pacheco (* 4. Oktober 1868 in Buenos Aires; † 23. März 1942 in Don Torcuato) war ein argentinischer Politiker und Staatspräsident von 1922 bis 1928. Er gehörte der Unión Cívica Radical an.

## Leben und Karriere
Marcelo Torcuato de Alvear wurde 1868 als Sohn von Torcuato de Alvear und Enkel von Carlos María de Alvear geboren. Wie sein Vater und Großvater nahm er eine politische Laufbahn auf und war vom 12. Oktober 1922 bis zum 11. Oktober 1928 argentinischer Staatspräsident. Während seiner Amtszeit erlebte Argentinien einen starken wirtschaftlichen Aufschwung, der kurz danach in einer Wirtschaftskrise endete.
Nach dem Staatsstreich gegen Hipólito Yrigoyen am 6. September 1930 erlangte de Alvear die Kontrolle über die Partei und wurde Oppositionsführer. Nach einer fehlgeschlagenen Revolte 1932 wurde er verhaftet und nach Europa deportiert. 1935 kehrte de Alvear nach Argentinien zurück und wurde erneut als Präsidentschaftskandidat seiner Partei nominiert, verlor jedoch gegen Roberto María Ortiz.
De Alvear sah sich selbst als Mitglied der „Aristokratie“ von Buenos Aires an. Er war mit der Opernsängerin Regina Pacini verheiratet.